# Théodore Zué Nguéma
Théodore Zué Nguéma (Libreville, 9 novembre 1973 – Mongomo, 5 maggio 2022) è stato un calciatore e allenatore di calcio gabonese, di ruolo centrocampista.
È il settimo calciatore per numero di presenze con la nazionale gabonese e secondo per numero di reti siglate con la maglia della nazionale gabonese. Il suo record di gol è stato superato l'8 settembre 2018 da Pierre-Emerick Aubameyang.

## Carriera

### Giocatore

#### Club
Ha cominciato a giocare nell'USM Libreville. Nel 1995 è passato al Mbilinga. Nel 1997 è stato acquistato dall'Angers, club della terza serie francese. Nella stagione 1998-1999 ha militato nell'Espérance Zarzis. Nel 1999 è stato acquistato dal Braga, club portoghese militante in Primeira Liga. Nel 2002 si è trasferito al FC 105 Libreville. Nel 2004 è passato al Delta Téléstar, con cui ha concluso la propria carriera nel 2006.

#### Nazionale
Ha debuttato in Nazionale il 22 ottobre 1995, nell'amichevole Gabon-Sierra Leone (1-0). Ha messo a segno la sua prima rete con la maglia della Nazionale il 10 novembre 1996, in Gabon-Ghana (1-1), siglando la rete del momentaneo 1-0 al minuto 65, dopo essere subentrato al minuto 60 a Régis Manon. Ha partecipato, con la Nazionale, alla Coppa d'Africa 2000. Ha collezionato in totale, con la maglia della Nazionale, 77 presenze e 23 reti.

### Allenatore
Nel 2015 firma un contratto con il Futuro Kings, club della Guinea Equatoriale. Mantiene l'incarico fino al termine della stagione 2018-2019.

## Statistiche

### Cronologia presenze e reti in Nazionale
| Cronologia completa delle presenze e delle reti in nazionale ― Gabon | Cronologia completa delle presenze e delle reti in nazionale ― Gabon | Cronologia completa delle presenze e delle reti in nazionale ― Gabon | Cronologia completa delle presenze e delle reti in nazionale ― Gabon | Cronologia completa delle presenze e delle reti in nazionale ― Gabon | Cronologia completa delle presenze e delle reti in nazionale ― Gabon | Cronologia completa delle presenze e delle reti in nazionale ― Gabon | Cronologia completa delle presenze e delle reti in nazionale ― Gabon |
| Data                                                                 | Città                                                                | In casa                                                              | Risultato                                                            | Ospiti                                                               | Competizione                                                         | Reti                                                                 | Note                                                                 |
| -------------------------------------------------------------------- | -------------------------------------------------------------------- | -------------------------------------------------------------------- | -------------------------------------------------------------------- | -------------------------------------------------------------------- | -------------------------------------------------------------------- | -------------------------------------------------------------------- | -------------------------------------------------------------------- |
| 22-10-1995                                                           | Libreville                                                           | Gabon                                                                | 1 – 0                                                                | Sierra Leone                                                         | Amichevole                                                           | -                                                                    |                                                                      |
| 26-11-1995                                                           | Libreville                                                           | Gabon                                                                | 1 – 2                                                                | Camerun                                                              | Amichevole                                                           | -                                                                    |                                                                      |
| 27-12-1995                                                           | Bamako                                                               | Mali                                                                 | 1 – 2                                                                | Gabon                                                                | Amichevole                                                           | -                                                                    |                                                                      |
| 26-05-1996                                                           | Libreville                                                           | Gabon                                                                | 0 – 1                                                                | Costa d'Avorio                                                       | Amichevole                                                           | -                                                                    |                                                                      |
| 02-06-1996                                                           | Lobamba                                                              | eSwatini                                                             | 0 – 1                                                                | Gabon                                                                | Qual. Mondiali 1998                                                  | -                                                                    | 72’                                                                  |
| 16-06-1996                                                           | Libreville                                                           | Gabon                                                                | 2 – 0                                                                | eSwatini                                                             | Qual. Mondiali 1998                                                  | -                                                                    | 68’                                                                  |
| 22-09-1996                                                           | Conakry                                                              | Guinea                                                               | 0 – 1                                                                | Gabon                                                                | Amichevole                                                           | -                                                                    |                                                                      |
| 29-09-1996                                                           | Libreville                                                           | Gabon                                                                | 1 – 1                                                                | Mali                                                                 | Amichevole                                                           | -                                                                    |                                                                      |
| 06-10-1996                                                           | Libreville                                                           | Gabon                                                                | 0 – 0                                                                | Camerun                                                              | Qual. Coppa d'Africa 1998                                            | -                                                                    |                                                                      |
| 19-10-1996                                                           | Libreville                                                           | Gabon                                                                | 2 – 0                                                                | Burkina Faso                                                         | Amichevole                                                           | -                                                                    | 67’                                                                  |
| 03-11-1996                                                           | Lomé                                                                 | Togo                                                                 | 0 – 1                                                                | Gabon                                                                | Amichevole                                                           | -                                                                    |                                                                      |
| 10-11-1996                                                           | Libreville                                                           | Gabon                                                                | 1 – 1                                                                | Ghana                                                                | Qual. Mondiali 1998                                                  | 1                                                                    | 60’ 65’                                                              |
| 20-12-1996                                                           | Cotonou                                                              | Burkina Faso                                                         | 1 – 1                                                                | Gabon                                                                | Amichevole                                                           | -                                                                    |                                                                      |
| 22-12-1996                                                           | Cotonou                                                              | Benin                                                                | 3 – 3                                                                | Gabon                                                                | Amichevole                                                           | -                                                                    |                                                                      |
| 11-01-1997                                                           | Freetown                                                             | Sierra Leone                                                         | 1 – 0                                                                | Gabon                                                                | Qual. Mondiali 1998                                                  | -                                                                    | 60’ 85’                                                              |
| 25-01-1997                                                           | Kasarani                                                             | Kenya                                                                | 1 – 0                                                                | Gabon                                                                | Qual. Coppa d'Africa 1998                                            | -                                                                    |                                                                      |
| 22-02-1997                                                           | Windhoek                                                             | Namibia                                                              | 1 – 1                                                                | Gabon                                                                | Qual. Coppa d'Africa 1998                                            | -                                                                    |                                                                      |
| 30-03-1997                                                           | Libreville                                                           | Gabon                                                                | 2 – 1                                                                | Togo                                                                 | Amichevole                                                           | -                                                                    |                                                                      |
| 06-04-1997                                                           | Libreville                                                           | Gabon                                                                | 0 – 4                                                                | Marocco                                                              | Qual. Mondiali 1998                                                  | -                                                                    | 22’                                                                  |
| 22-06-1997                                                           | Yaoundé                                                              | Camerun                                                              | 2 – 2                                                                | Gabon                                                                | Qual. Coppa d'Africa 1998                                            | -                                                                    |                                                                      |
| 13-07-1997                                                           | Libreville                                                           | Gabon                                                                | 1 – 0                                                                | Kenya                                                                | Qual. Coppa d'Africa 1998                                            | 1                                                                    | 50’                                                                  |
| 27-07-1997                                                           | Libreville                                                           | Gabon                                                                | 1 – 1                                                                | Namibia                                                              | Qual. Coppa d'Africa 1998                                            | -                                                                    |                                                                      |
| 02-08-1998                                                           | Munenga                                                              | Guinea Equatoriale                                                   | 0 – 2                                                                | Gabon                                                                | Qual. Coppa d'Africa 2000                                            | 1                                                                    | 65’                                                                  |
| 16-08-1998                                                           | Libreville                                                           | Gabon                                                                | 3 – 0                                                                | Guinea Equatoriale                                                   | Qual. Coppa d'Africa 2000                                            | 1                                                                    | 89’                                                                  |
| 04-10-1998                                                           | Libreville                                                           | Gabon                                                                | 2 – 0                                                                | Mauritius                                                            | Qual. Coppa d'Africa 2000                                            | -                                                                    |                                                                      |
| 04-01-1999                                                           | Ouagadougou                                                          | Burkina Faso                                                         | 1 – 2                                                                | Gabon                                                                | Amichevole                                                           | -                                                                    |                                                                      |
| 24-01-1999                                                           | Luanda                                                               | Angola                                                               | 3 – 1                                                                | Gabon                                                                | Qual. Coppa d'Africa 2000                                            | -                                                                    |                                                                      |
| 20-02-1999                                                           | Libreville                                                           | Gabon                                                                | 1 – 1                                                                | Burkina Faso                                                         | Amichevole                                                           | 1                                                                    | Gol                                                                  |
| 27-02-1999                                                           | Mabopane                                                             | Sudafrica                                                            | 4 – 1                                                                | Gabon                                                                | Qual. Coppa d'Africa 2000                                            | 1                                                                    | 27’                                                                  |
| 10-04-1999                                                           | Libreville                                                           | Gabon                                                                | 1 – 0                                                                | Sudafrica                                                            | Qual. Coppa d'Africa 2000                                            | -                                                                    |                                                                      |
| 06-06-1999                                                           | Libreville                                                           | Gabon                                                                | 3 – 1                                                                | Gabon                                                                | Qual. Coppa d'Africa 2000                                            | 2                                                                    | 15’ 36’                                                              |
| 20-06-1999                                                           | Les Avirons                                                          | Mauritius                                                            | 2 – 2                                                                | Gabon                                                                | Qual. Coppa d'Africa 2000                                            | 1                                                                    | 69’                                                                  |
| 07-11-1999                                                           | Libreville                                                           | Gabon                                                                | 4 – 0                                                                | Guinea Equatoriale                                                   | Amichevole                                                           | 1                                                                    | 87’                                                                  |
| 10-11-1999                                                           | Libreville                                                           | Gabon                                                                | 1 – 0                                                                | Rep. Centrafricana                                                   | Amichevole                                                           | -                                                                    | 48’                                                                  |
| 11-11-1999                                                           | Libreville                                                           | Gabon                                                                | 1 – 0                                                                | São Tomé e Príncipe                                                  | Amichevole                                                           | -                                                                    |                                                                      |
| 13-11-1999                                                           | Libreville                                                           | Gabon                                                                | 0 – 0                                                                | Rep. del Congo                                                       | Amichevole                                                           | -                                                                    | 70’                                                                  |
| 26-11-1999                                                           | Libreville                                                           | Gabon                                                                | 0 – 0                                                                | Togo                                                                 | Amichevole                                                           | -                                                                    |                                                                      |
| 28-11-1999                                                           | Libreville                                                           | Gabon                                                                | 3 – 2                                                                | Burkina Faso                                                         | Amichevole                                                           | 1                                                                    | 27’                                                                  |
| 06-01-2000                                                           | Il Cairo                                                             | Egitto                                                               | 4 – 0                                                                | Gabon                                                                | Amichevole                                                           | -                                                                    |                                                                      |
| 09-01-2000                                                           | Ouagadougou                                                          | Burkina Faso                                                         | 1 – 1                                                                | Gabon                                                                | Amichevole                                                           | -                                                                    |                                                                      |
| 23-01-2000                                                           | Kumasi                                                               | Sudafrica                                                            | 3 – 1                                                                | Gabon                                                                | Coppa d'Africa 2000                                                  | -                                                                    |                                                                      |
| 29-01-2000                                                           | Kumasi                                                               | Gabon                                                                | 1 – 3                                                                | Algeria                                                              | Coppa d'Africa 2000                                                  | -                                                                    | Ammonizione                                                          |
| 02-02-2000                                                           | Accra                                                                | Gabon                                                                | 0 – 0                                                                | RD del Congo                                                         | Coppa d'Africa 2000                                                  | -                                                                    |                                                                      |
| 22-04-2000                                                           | Libreville                                                           | Gabon                                                                | 1 – 0                                                                | Madagascar                                                           | Qual. Mondiali 2002                                                  | -                                                                    |                                                                      |
| 02-09-2000                                                           | Libreville                                                           | Gabon                                                                | 2 – 0                                                                | Marocco                                                              | Qual. Coppa d'Africa 2002                                            | -                                                                    | 59’                                                                  |
| 07-10-2000                                                           | Tunisi                                                               | Tunisia                                                              | 4 – 2                                                                | Gabon                                                                | Qual. Coppa d'Africa 2002                                            | -                                                                    |                                                                      |
| 13-01-2001                                                           | Kasarani                                                             | Kenya                                                                | 2 – 1                                                                | Gabon                                                                | Qual. Coppa d'Africa 2002                                            | 1                                                                    | 12’                                                                  |
| 18-03-2001                                                           | Libreville                                                           | Gabon                                                                | 2 – 0                                                                | Mali                                                                 | Amichevole                                                           | -                                                                    |                                                                      |
| 24-03-2001                                                           | Libreville                                                           | Gabon                                                                | 1 – 1                                                                | Kenya                                                                | Qual. Coppa d'Africa 2002                                            | -                                                                    |                                                                      |
| 02-06-2001                                                           | Libreville                                                           | Gabon                                                                | 1 – 1                                                                | Tunisia                                                              | Qual. Coppa d'Africa 2002                                            | -                                                                    |                                                                      |
| 16-06-2001                                                           | Fès                                                                  | Marocco                                                              | 0 – 1                                                                | Gabon                                                                | Qual. Coppa d'Africa 2002                                            | 1                                                                    | 44’                                                                  |
| 07-09-2002                                                           | Libreville                                                           | Gabon                                                                | 0 – 1                                                                | Marocco                                                              | Qual. Coppa d'Africa 2004                                            | -                                                                    |                                                                      |
| 12-10-2002                                                           | Freetown                                                             | Sierra Leone                                                         | 2 – 0                                                                | Gabon                                                                | Qual. Coppa d'Africa 2004                                            | -                                                                    |                                                                      |
| 29-03-2003                                                           | Libreville                                                           | Gabon                                                                | 4 – 0                                                                | Guinea Equatoriale                                                   | Qual. Coppa d'Africa 2004                                            | -                                                                    | 33’                                                                  |
| 13-06-2003                                                           | Andorra la Vella                                                     | Andorra                                                              | 0 – 2                                                                | Gabon                                                                | Amichevole                                                           | -                                                                    | 46’                                                                  |
| 20-06-2003                                                           | Rabat                                                                | Marocco                                                              | 2 – 0                                                                | Gabon                                                                | Qual. Coppa d'Africa 2004                                            | -                                                                    |                                                                      |
| 24-09-2003                                                           | Algeri                                                               | Algeria                                                              | 2 – 2 (4 - 3 dtr)                                                    | Gabon                                                                | Amichevole                                                           | 1                                                                    | 21’ 35’                                                              |
| 26-09-2003                                                           | Algeri                                                               | Gabon                                                                | 4 – 0                                                                | Benin                                                                | Amichevole                                                           | 2                                                                    | 65’ 74’                                                              |
| 12-10-2003                                                           | Bujumbura                                                            | Burundi                                                              | 0 – 0                                                                | Gabon                                                                | Qual. Mondiali 2006                                                  | -                                                                    |                                                                      |
| 08-11-2003                                                           | Libreville                                                           | Gabon                                                                | 0 – 0                                                                | Burkina Faso                                                         | Amichevole                                                           | -                                                                    |                                                                      |
| 15-11-2003                                                           | Libreville                                                           | Gabon                                                                | 4 – 1                                                                | Burundi                                                              | Qual. Mondiali 2006                                                  | -                                                                    |                                                                      |
| 05-12-2003                                                           | Brazzaville                                                          | Rep. del Congo                                                       | 3 – 2                                                                | Gabon                                                                | Coupe CEMAC 2003                                                     | 1                                                                    | 40’                                                                  |
| 29-05-2004                                                           | Il Cairo                                                             | Egitto                                                               | 2 – 0                                                                | Gabon                                                                | Amichevole                                                           | -                                                                    |                                                                      |
| 05-06-2004                                                           | Libreville                                                           | Gabon                                                                | 1 – 1                                                                | Zimbabwe                                                             | Qual. Mondiali 2006                                                  | 1                                                                    | 52’                                                                  |
| 19-06-2004                                                           | Kigali                                                               | Ruanda                                                               | 3 – 1                                                                | Gabon                                                                | Qual. Mondiali 2006                                                  | 1                                                                    | 20’                                                                  |
| 03-07-2004                                                           | Libreville                                                           | Gabon                                                                | 2 – 2                                                                | Angola                                                               | Qual. Mondiali 2006                                                  | 1                                                                    | 49’                                                                  |
| 03-10-2004                                                           | Libreville                                                           | Gabon                                                                | 2 – 0                                                                | Benin                                                                | Amichevole                                                           | 1                                                                    | Gol                                                                  |
| 09-10-2004                                                           | Libreville                                                           | Gabon                                                                | 1 – 1                                                                | Nigeria                                                              | Qual. Mondiali 2006                                                  | -                                                                    | 58’                                                                  |
| 03-02-2005                                                           | Libreville                                                           | Gabon                                                                | 4 – 0                                                                | Rep. Centrafricana                                                   | Coupe CEMAC 2005                                                     | 1                                                                    | 42’                                                                  |
| 08-02-2005                                                           | Libreville                                                           | Gabon                                                                | 1 – 0                                                                | Rep. del Congo                                                       | Coupe CEMAC 2005                                                     | -                                                                    |                                                                      |
| 10-02-2005                                                           | Libreville                                                           | Gabon                                                                | 2 – 3                                                                | Ciad                                                                 | Coupe CEMAC 2005 - Semifinali                                        | -                                                                    |                                                                      |
| 12-02-2005                                                           | Libreville                                                           | Gabon                                                                | 2 – 1                                                                | Rep. del Congo                                                       | Coupe CEMAC 2005 - Finale 3º posto                                   | -                                                                    |                                                                      |
| 19-03-2005                                                           | Libreville                                                           | Gabon                                                                | 0 – 0                                                                | Rep. del Congo                                                       | Amichevole                                                           | -                                                                    |                                                                      |
| 26-03-2005                                                           | Port Harcourt                                                        | Nigeria                                                              | 2 – 0                                                                | Gabon                                                                | Qual. Mondiali 2006                                                  | -                                                                    | 55’                                                                  |
| 18-06-2005                                                           | Libreville                                                           | Gabon                                                                | 3 – 0                                                                | Ruanda                                                               | Qual. Mondiali 2006                                                  | 1                                                                    | 60’                                                                  |
| 04-09-2005                                                           | Luanda                                                               | Angola                                                               | 3 – 0                                                                | Gabon                                                                | Qual. Mondiali 2006                                                  | -                                                                    |                                                                      |
| 08-10-2005                                                           | Port-Gentil                                                          | Gabon                                                                | 0 – 0                                                                | Algeria                                                              | Qual. Mondiali 2006                                                  | -                                                                    | 62’                                                                  |
| Totale                                                               |                                                                      | Presenze (7º posto)                                                  | 77                                                                   |                                                                      | Reti (2º posto)                                                      | 23                                                                   |                                                                      |

## Palmarès

### Giocatore

#### Club

##### Competizioni nazionali
- Coppa del Gabon: 1

Delta Téléstar: 2006